# Parque Nacional de Suz-Massa
O Parque Nacional de Suz-Massa (ou Souss-Massa) é uma área protegida do sul de Marrocos que ocupa uma faixa costeira a sul de Agadir. Foi criado em 8 de agosto de 1991; em 1998 foi publicado o decreto que regulamenta a sua gestão.

## Geografia
O parque ocupa 33 800 hectares à beira do Oceano Atlântico, a sul de Agadir e a norte de Aglou, na província de Tiznit. O seu território reparte-se entre esta província, as de Inezgane-Aït Melloul, Chtouka-Aït Baha e a prefeitura de Agadir Ida-Outanane.
O parque constitui a zona mais baixa do vale do Suz, uma grande bacia hidrográfica de forma triangular que se estende entre as cordilheiras do Alto Atlas e Antiatlas e o Oceano Atlântico. A superfície da área é ondulada e os rios Suz e Massa formam vales pouco profundos que desaguam numa costa relativamente reta.
O terreno é na sua maior parte de origem sedimentar do Quaternário, com dunas vivas ou fixas, arenitos e depósitos aluviais com afloramentos de crostas calcárias em vários pontos do parque.
Devido às barragens a montante, o caudal de ambos os rios é geralmente reduzido, o que faz com que a quantidade de areia trazida pelo mar seja superior à capacidade dos rios para desimpedir a desembocadura, pelo que há a tendência para a formação de barras litorais, que no caso do Massa formam uma lagoa sem comunicação com o mar. Quando ocorrem chuvas muito fortes, cresce a necessidade de aliviar as barragens e por isso rompe-se a barra litoral, como ocorreu em 1996 e 2010.
A costa é alcantilada, exceto por algumas praias, principalmente a norte, entre as desembocaduras dos rios. Nestas zonas existem cordões dunares litorais, que por vezes são fixados artificialmente por meio de plantação de espécies vegetais.

### Clima

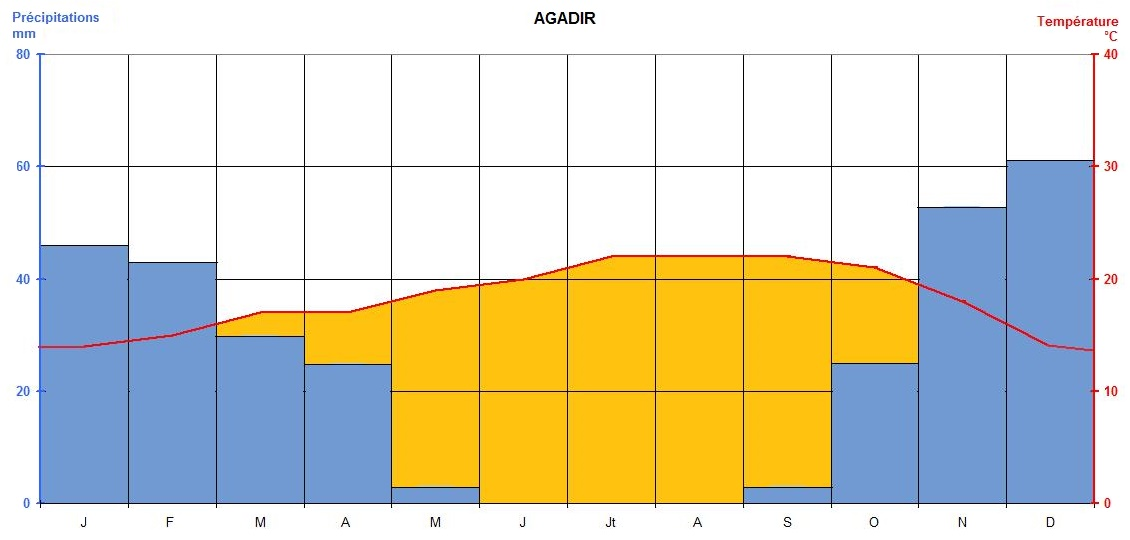
Diagrama climático de Agadir

O clima da região é do tipo semiárido e é influenciado principalmente pela proximidade do oceano e da corrente fria das Canárias, que suaviza os contrastes de temperaturas, e pelos ventos dominantes: os alísios que sopram desde noroeste, o chergui, que sopra de oriente, vindo do Saara e o siroco, que só ocorre esporadicamente.
O vento contínuo e a latitude reduzida fazem com que a evapotranspiração seja muito elevada, tornando a zona deficitária em termos hídricos. Em Agadir a precipitação média anual ronda os 250 mm, com as chuvas concentradas entre novembro e março. A insolação chega aos 340 dias por ano, mas são frequentes os nevoeiros. A amplitude térmica não é muito grande  devido à influência oceânica, com temperaturas médias entre 14 e 16°C em janeiro e 19 a 22°C em julho. Durante os períodos em que o vento sopra de leste, as temperaturas podem ultrapassar os 40°C, com um recorde de 51,7°C.
| Dados climatológicos para Agadir | Dados climatológicos para Agadir | Dados climatológicos para Agadir | Dados climatológicos para Agadir | Dados climatológicos para Agadir | Dados climatológicos para Agadir | Dados climatológicos para Agadir | Dados climatológicos para Agadir | Dados climatológicos para Agadir | Dados climatológicos para Agadir | Dados climatológicos para Agadir | Dados climatológicos para Agadir | Dados climatológicos para Agadir | Dados climatológicos para Agadir |
| Mês                              | Jan                              | Fev                              | Mar                              | Abr                              | Mai                              | Jun                              | Jul                              | Ago                              | Set                              | Out                              | Nov                              | Dez                              | Ano                              |
| -------------------------------- | -------------------------------- | -------------------------------- | -------------------------------- | -------------------------------- | -------------------------------- | -------------------------------- | -------------------------------- | -------------------------------- | -------------------------------- | -------------------------------- | -------------------------------- | -------------------------------- | -------------------------------- |
| Temperatura máxima média (°C)    | 20,2                             | 21,1                             | 22,4                             | 22,1                             | 22,7                             | 23,9                             | 25,4                             | 25,8                             | 26,7                             | 25,3                             | 23,6                             | 21,3                             | 23,2                             |
| Temperatura mínima média (°C)    | 8,6                              | 10,4                             | 11,7                             | 12,6                             | 14,4                             | 16,7                             | 18,3                             | 18,7                             | 18,4                             | 16                               | 13,3                             | 9,7                              | 14                               |
| Precipitação (mm)                | 36                               | 38                               | 33                               | 23                               | 3                                | 0                                | 0                                | 0                                | 1                                | 24                               | 32                               | 38                               | 228                              |
| Fonte: Meteo France              |                                  |                                  |                                  |                                  |                                  |                                  |                                  |                                  |                                  |                                  |                                  |                                  |                                  |

## Biodiversidade
A biodiversidade da região de Suz-Massa é particularmente interessante pela combinação de espécies paleárticas e afro-tropicais, mas também pelos endemismos locais, nomeadamente os numerosos endemismos macaronésicos. O único curculionídeo (besouro) do género Laparocerus só tem uma espécie fora da Macaronésia, precisamente nesta zona. Algo semelhante acontece com o género botânico Aeonium e as espécies Traganum moquinii e Pulicaria burchardii. No total há 28 endemismos comuns entre as Canárias e a costa que lhe fica mais próxima, o que está na origem da região do parque se denominar "enclave macaronésio africano".

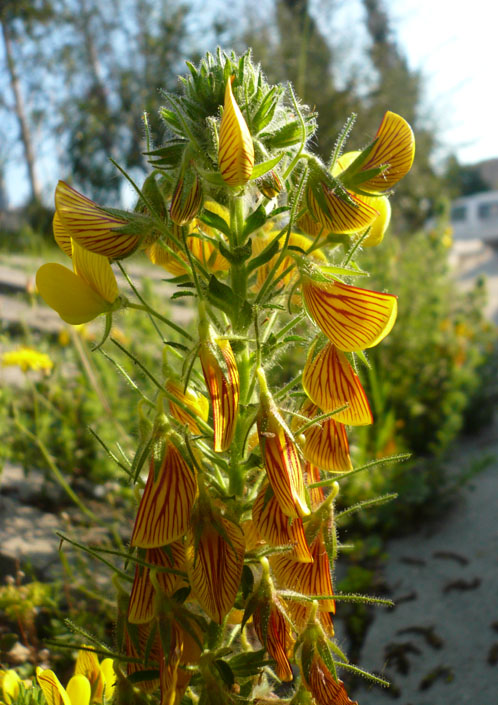
Ononis natrix

### Flora
A área em que se encontra o parque faz parte de duas ecorregiões: i) o bosque seco mediterrânico e matagal suculento de acácias e argões (PA1212); ii) estepes e bosques norte saarianos (PA1321). A fitossociologia destas formações foi descrita numa monografia de {{ilc|nl=s|Salvador Rivas Goday e Fernando Esteve Chueca.
A vegetação na maior parte do parque é estépica, com espécies de pequeno porte, como Ononis natrix e Helianthemum confertum, mas também há áreas com Retama monosperma. Em algumas áreas arenosas, as dunas foram fixadas com plantações pouco densas de eucaliptos e espécies introduzidas de acácias. Em algumas há terrenos agrícolas de cevada com baixa produtividade.
Nas dunas costeiras encontram-se comunidades psamófilas (arenícolas), com espécies como Euphorbia paralias e Polygonum maritimum, e onde também aparece o Traganum moquinii. Nos locais onde o substrato é mais rochoso, surge o argão (Argania spinosa) e várias espécies de Euphorbia arborescentes (Euphorbia regis-jubae) e cactiformes (Euphorbia echinus) que, juntamente com a Kleinia anteuphorbium, constituem uma paisagem espetacular, análoga ao "tabaibal-cardonal" das Canárias.
Nas fozes dos rios Suz e Massa existem comunidades halófilas (características de meios muito salgados), dos géneros Suaeda e Juncus. No Massa há também terrenos de regadio onde se cultiva sobretudo alfafa. Existe um estudo sobre líquenes arenícolas em Marrocos que inclui informação sobre alguns locais do Parque Nacional de Suz-Massa.

### Fauna

#### Anfíbios e répteis
A herpetofauna é bastante diversificada e apresenta uma mistura de espécies mediterrânicas com espécies tropicais, além duma importante componente endémica, nomeadamente de táxons paleárticos.
Os anfíbios estão limitados às zonas úmidas e não apresenta grande diversidade, como é habitual em regiões semiáridas. Os sapos verde europeu (Bufo viridis) e  Bufo mauritanicus e a rela-meridional (Hyla meridionalis) são espécies correntes. Como em todo o Marrocos, a tartaruga-grega (Testudo graeca) é relativamente frequente, estando representado nesta região pela subespécie T. graeca soussensis.
O substrato arenoso favorece a presença de lagartos da família Scincidae, entre os quais se encontram Eumeces algeriensis, Chalcides mionecton, Chalcides polylepis, Chalcides ocellatus e Sphenops sphenopsiformis. Outras espécies de répteis são o camaleão-comum (Chamaeleo chamaeleon), os lagartos de cauda espinhosa (Uromastyx acanthinura) e Agama bibronii, bem como várias osgas e gecos, como a Geckonia chazaliae, o geco-magrebino Saurodactylus mauritanicus e a osga-moura (Tarentola mauritanica), ou ainda anfisbeniass como a Blanus mettetali e Trogonophis wiegmanni.
Há vários ofídios entre a herpetofauna do parque, nomeadamente a Psammophis schokari, uma espécie tropical. Outras espécies de ofídios encontram-se amplamente distribuídos pelas bacias do Suz e do Massa.[carece de fontes?]

#### Aves
No que concerne a aves, o parque alberga a única população viável de íbis-eremita (Geronticus eremita), uma espécie criticamente ameaçada, a qual constitui o principal valor do parque e o seu emblema. Distribui-se por várias sub-colónias de pequena dimensão, a maior parte delas no interior do parque, em alcantilados costeiros. São muito sensíveis às intrusões nas zonas de nidificação. Fora da época de reprodução, praticamente todos os indivíduos repousam num terreno dormitório de grandes dimensões. O seguimento por satélite dos indivíduos demonstrou a grande importância da área protegida do parque para os íbis-eremitas.
Muitas outras espécies vivem nas estepes e matagais semiáridos, como o alcaravão (Burhinus oedicnemus), o corredor (Cursorius cursor) e alguns exemplares de abetardas Chlamydotis undulata. Os habitats de estepe do parque são adequados para uma grande variedade de cotovias (família Alaudidae), entre as quais se destaca a Ramphocoris clotbey.
Também são frequentes espécies ligadas aos matagais, como a Tchagra senegalus, o rabirruivo-mourisco (Phoenicurus moussieri), o rouxinol-do-mato (Cercotrichas galactotes), a subespécie Pica pica mauretanica da pega-rabuda (Pica pica) ou a ubíqua Pycnonotus barbatus. O noitibó-de-nuca-vermelha (Caprimulgus ruficollis) tem no parque um dos lugares de criação mais meridionais. O francolim  Francolinus bicalcaratus e a abetarda Ardeotis arabs também foram avistadas há algumas décadas, mas não recentemente.
Nas escarpas nidifica também o corvo-marinho-de-crista (Phalacrocorax aristotelis) e a subespécie marroquina P. c. maroccanus do corvo-marinho-de-faces-brancas ou cormorão (Phalacrocorax carbo), o
falcão-borni  ou alfaneque (Falco biarmicus), o falcão-peregrino (Falco peregrinus), o Falco pelegrinoides, entre outros. Também há registo da andorinha-dos-charcos-africana (Riparia paludicola), uma espécie endémica que nidifica nas escarpas do parque.[carece de fontes?]
O território do parque é uma área de invernada ou de passagem migratória para uma grande variedade de espécies de aves, como a águia-pesqueira (Pandion haliaetus) e outras rapaces, nomeadamente várias espécies de tartaranhões, como o tartaranhão-apívoro (Pernis apivorus), etc.[carece de fontes?]
Nas fozes dos dois rios que dão nome ao parque concentram-se uma grande quantidade de espécies que ali passam o inverno, como o flamingo-comum (Phoenicopterus roseus), o íbis-preto (Plegadis falcinellus), o colhereiro-europeu (Platalea leucorodia), uma grande variedade de anátidas (Anatidae), o grou-comum (Grus grus), limícolas da ordem Charadriiformes, como a gaivota-de-audouin (Larus audouinii) e outras. O parque é o único local de nidificação conhecido do íbis-preto em Marrocos e ali nidificam também a pardilheira (Marmaronetta angustirostris), uma espécie vulnerável, e a garça-vermelha (Ardea purpurea).[carece de fontes?]
A avifauna invernante e nidificante nas fozes, particularmente na do Massa, depende em grande medida do grau de comunicação do estuário com o mar, pois este muda as condições hidrológicas e de salinidade das águas e, consequentemente, as suas qualidades tróficas. Têm-se observado nas fozes que uma grande parte das aves anilhadas provêm de zonas úmidas da Península Ibérica, como Doñana e a lagoa de Fuente de Piedra, no sul de Espanha, ou do norte da Europa, nomeadamente da Holanda no caso dos colhereiros.[carece de fontes?]

#### Mamíferos
Entre os mamíferos existem espécies nativas de carnívoros, como o sacarrabos (Herpestes ichneumon), o gato selvagem africano Felis silvestris lybica, a raposa-vermelha (Vulpes vulpes). O ratel (Mellivora capensis) já foi citado e deve ser ocasional. Vários roedores são frequentes, destacando-se entre eles o Atlantoxerus getulus, Gerbillus hoogstraali e o Lemniscomys barbarus. O Elephantulus rozeti é o único representante dos macroscelídeos (musaranhos-elefantes) no Norte de África. O javali (Sus scrofa) é abundante, particularmente nas imediações do Massa. A esquiva gazela-dorcas (Gazella dorcas) foi reintroduzida. Outros ungulados foram também introduzidos no âmbito de programas de conservação.

#### Peixes
Não existem estudos específicos sobre os peixes continentais, mas algumas espécies de tainhas (género Mugil) são abundantes nas águas salobras dos estuários.[carece de fontes?]

#### Invertebrados
Outros grupos são menos conhecidos. Há diversas espécies de escorpiões , como o Androctonus mauretanicus, Buthus occitanus e Scorpio maurus. A região sofre invasõe periódicas de gafanhotos-do-deserto (Schistocerca gregaria).
Os percebes (Pollicipes pollicipes) e, ainda mais, os mexilhões são abundantes nas escarpas costeiras. Gastrópodes dos géneros Thais e Murex são também frequentes nas costas.[carece de fontes?]

## Conservação
O Parque Nacional de Suz-Massa figura em diversas listas que reconhecem o seu valor para a conservação. Os dois estuários estão na lista de sítios Ramsar. A área do parque foi incluída na lista IBA MA038 pela BirdLife International e faz parte da primeira Reserva da Biosfera declarada em Marrocos, a Reserva da Biosfera Arganeraie.
Nos anos 1980 a área que viria a ser o parque foi identificada no âmbito de um projeto da IUCN e da WWF, com o apoio das autoridades e cientistas marroquinos. A reserva do estuário do Massa foi a primeira zona a ser declarada protegida como reserva biológica. Dentro do parque nacional encontram-se uma série de reservas que são propriedade estatal, entre as quais se destacam as de Rokein e a de Arrouais.
Provavelmente o esforço de conservação mais importante que se leva a cabo no parque é o do íbis-eremita. Desde os anos 1990, a administração do parque colabora com a BirdLife International e diversos outros parceiros (Agência Espanhola de Cooperação Internacional para o Desenvolvimento, Fundação Príncipe Alberto II de Mónaco, Fundação Território e Paisagem, e outros) na conservação da espécie, principalmente através da vigilância de um corpo de guardas especialmente formados e da cooperação com a população que beneficia de projetos de desenvolvimento sustentável. Graças a esses esforços, a população tem vindo a crescer pouco a pouco, particularmente depois de em 1996 terem morrido 40 espécimes devido a causas desconhecidas, possivelmente por doença viral, botulismo ou outro tipo de intoxicação. O seguimento dos indivíduos permitiu identificar a estepe e os alqueives como os habitats chave da alimentação do íbis.
Também é notável a população de adax (Addax nasomaculatus), de órix-cimitarra (Oryx dammah) e de gazela-dama (Gazella dama), que se encontram nas reservas de Rokein e Arrouais, integradas num projeto internacional de conservação da fauna saariana ameaçada. A importância internacional deste projeto ficou patente pela organização em 2003 do segundo seminário internacional para a conservação dos antílopes sahelo-saarianos. Algo semelhante se passa com uma população de avestruz de pescoço vermelho (Struthio camelus camelus) e as gazelas-damas: ambas as espécies foram reintroduzidas. Já ocorreu a deslocação de alguns exemplares destas espécies para reservas à beira do Saara, como para a reserva de Msissi, na província de Errachidia.
A outro nível, a construção de uma estação de tratamento de águas residuais para a agloreação urbana de Agadir e Inezganne reduziu parte da matéria orgânica no rio Suz, o que se traduziu numa mudança das populações de invertebrados intertidais.
Um dos problemas de conservação do parque é a construção ilegal de casas nas falésias, tanto para primeira como para segunda habitação. Originalmente, tratava-se de casas tradicionais de uso sazonal, usadas pelos pescadores durante períodos curtos, mas recentemente converteu-se num fenómeno de invasão do domínio público marítimo, que destrói o habitat de reprodução e repouso de várias espécies, especialmente do íbis-eremita.[carece de fontes?] A pressão de desenvolvimento urbanístico pode também ser a causa de destruição de áreas de alimentação desta espécie se não se tiverem em conta os critérios de conservação que devem predominar num parque nacional.

## História da região
A área do parque é povoada desde a Pré-história, como é atestado pela abundância de concheiros na costa e numerosas evidências à superfície que datam de há cerca de 20 000 anos. A região pode ter tido alguma importância como centro económico durante a Antiguidade e é possível que a aldeia de Massa tenha tido origem num assentamento fenício denominado Mélita, fundado por Hanão durante o seu périplo. Mais tarde, entra na história do Islão quando o conquistador Uqueba ibne Nafi chega às suas costas e estabelece o limite ocidental da sua expansão no norte de África.[carece de fontes?]
No limite meridional do parque encontra-se Aglou, de cujo madraçal de El Ouaggaguia se consolidaria a Dinastia Almorávida. O parque faz parte da regiões históricas do Suz e de Tazerwalt, que foi independente em algumas ocasiões, sob uma dinastia de marabutos locais, particularmente entre os séculos XVI e XIX, até que, em 1882, foram definitivamente subjugados pelo sultão Moulay Hassan I e fundou a cidade de Tiznit para controlar a região.
Em 1519, os portugueses estabeleceram um entreposto em Agadir, que seria conquistado em 1541 e que chegou a ser um porto com alguma notoriedade durante o período em que o Tazerwalt foi independente.[carece de fontes?]

## Património cultural
Os aduares (ou duares, aldeias) vizinhos de Sidi Rabat e Sidi Wassay têm marabutos (mausoléus de santos muçulmanos) com de grande interesse cultural, que são destino de peregrinações e locais onde se realizam moussems (festas tradicionais). Em  Sidi Rabat era costume beijar a pedra do ombro de Sidi el Ghaziz como rito de fertilidade.
Segundo a lenda, foi nas praias solitárias de Massa que a baleia devolveu Jonas a terra; para a população local, Hajarat Younès, uma pedra situada perto de Sidi Wassay, é o lugar onde Jonas se sentou depois de libertado. É provável que que a origem da lenda se deva ao facto de no passado ocorrerem muitos arrojamentos de baleias na costa. Ao que parece, os restos de uma baleia foram conservados durante várias gerações e quando desapareceram, o mito passou para a rocha. Segundo a mesma lenda, a descendência do profeta Jonas ainda se encontra entre os Ait Younès qua habitam a região.
Outro episódio lendário, mas com fundamento histórico, ligado à região é que foi ali que Uqueba ibne Nafi, o conquistador árabe do Magrebe, entrou no oceano com o seu cavalo e pôs Alá como sua testemunha que não ficavam terras por conquistar a oeste e só o mar o impedia de continuar.
Por último, há uma crença que o Mádi, o último profeta e redentor da escatologia islâmica, se irá manifestar em Massa.

## Desenvolvimento sustentável
Desde a sua criação que têm sido levados a cabo diversos projetos de desenvolvimento sustentável em benefício da população local. Esta tem limitações económicas consideráveis devido às condições ambientais, que só permitem uma economia de subsistência. A direção do parque tem procurado associar-se a várias agências de desenvolvimento e organizações não governamentais, entre as quais se destaca a SEO/Birdlife.[carece de fontes?]
Esta ONG de carácter ambiental tem contribuído para a obtenção de fundos junto de diversas fundações, principalmente da Agência Espanhola de Cooperação Internacional para o Desenvolvimento[carece de fontes?] e da Cooperación Canaria, para a realização de projetos em prol das populações locais, favorecendo sobretudo o associativismo e a autonomia económica, com uma aposta forte no fomento aos níveis social e económico das mulheres.
A agência de cooperação alemã Deutsche Gesellschaft für Technische Zusammenarbeit (GTZ) também tem um papel relevante no parque. A diversificação das fontes de de rendimentos é considerado primordial para criar uma economia mais adaptável. Têm sido realizados projetos de alfabetização e qualificação para mulheres, bem como formação e comercialização do artesanato por elas fabricado. Foram também criadas infraestruturas que permitem a manipulação e processamento dos mexilhões que são recolhidos localmente, de forma a melhorarem a sua qualidade e o valorizem como produto. Também se tem favorecido o ecoturismo em benefício da população.[carece de fontes?]
A cooperação tem contribuído para a criação de cooperativas de pescadores e facilitado o acesso a cadeias de frio e a condições de trabalho mais seguras, mediante a adequação dos pontos de desembarque. Uma atividade que tem tido muito êxito é a apicultura, que atualmente ocupa várias cooperativas locais.[carece de fontes?]

## Ecoturismo
O Parque Nacional de Suz-Massa é o principal destino de turismo ornitológico em Marrocos, graças à possibilidade que oferece de observar os íbis-eremitas, mas também devido à grande abundância de avifauna nas fozes dos rios Suz e Massa.[carece de fontes?]
Dentre as atividades que são fomentadas no parque, uma das mais importantes é o ecoturismo. Esta centra-se fundamentalmente na foz do rio Massa, em que se concetram valores naturais e culturais. A grande quantidade de aves aquáticas e limícolas que passam o inverno no parque é um dos grandes atrativos, além dos íbis-eremitas e da grande abundância de espécies residentes e de vários mamíferos. Existe um serviço de guias ornitológicos e a possibilidade de fazer percursos em burros, com benefício ds habitantes locais. Na foz do rio Suz também há um itinerário equipado com plataformas de observação.[carece de fontes?]
Em 2010 existia um projeto de realização doutras atividades, como a visita das duas reservas em que existe megafauna saariana, que são dos raros locais onde se podem observar algumas espécies no seu ambiente natural.
O património cultural do parque é notável e atrai um número importante de visitantes, sobretudo os moussems, aos quais acorrem muitos locais locais e emigrantes nas grandes cidades e estrangeiro. Este património, material e imaterial, é também um grande atrativo ecoturístico.[carece de fontes?]

## Educação ambiental
O parque serve de plataforma para a educação ambiental dos estudantes da região. Em cada anom cerca de 1 500 alunos visitam o parque acompanhados por pessoal especializado. A coincidência de elevada biodiversidade nas vizinhanças de uma aglomeração urbana importante é uma oportunidade para desenvolver um grande número de temas curriculares, como conservação da natureza, gestão de resíduos, ecologia, migração anual, etc. Existem para esse fim vários circuitos destinas às escolas, tendo sido publicado material didático e tendo sido realizadas ações de formação destinadas aos professores.